# متكارودبار (مقاطعة كلاردشت)
متكارودبار (بالفارسية: متکارودبار) هي قرية تقع في Kuhestan Rural District في إيران. يقدر عدد سكانها بـ 287 نسمة بحسب إحصاء 2016.